# Deuteronomos tangens
Deuteronomos tangens är en fjärilsart som beskrevs av Barend J. Lempke 1951. Deuteronomos tangens ingår i släktet Deuteronomos och familjen mätare. Inga underarter finns listade i Catalogue of Life.